# Édith Follet
Pour les articles homonymes, voir Follet.
Édith Amandine Marie Follet, née le 12 mai 1899 à Rennes et morte le 9 mars 1990 à Paris 7e, est  une illustratrice française.

## Biographie
Fille du Dr Athanase Follet (directeur de l'école de médecine de Rennes) et Marie Louis Anne Morvan, elle-même fille d'Augustin Morvan, elle s'est particulièrement distinguée dans La Semaine de Suzette (aux éditions Gautier-Languereau) et par son travail en aquarelles.
Elle épouse le futur écrivain Louis-Ferdinand Céline le 10 août 1919 à Quintin, dans les Côtes-du-Nord ; ils ont une fille, Colette (1920-2011), devenue Colette Destouches-Turpin. Divorcée le 21 juin 1926, elle eut un fils de son remariage avec le lieutenant-colonel Émile Lebon (1872-1951).

## Publications

### Bibliothèque de Suzette
- 1953 : L'Invention du Professeur Kézel de Denyse Renaud
- 1953 : La Pension Bienaimé de Bertrande de Rivière
- 1954 : L'Oncle invisible de Marcelle Vérité
- 1955 : Les Mystères du Rooscoët de France de Bardy
- 1955 : La Mystérieuse Catherine de Denyse Renaud
- 1955 : La Chanson interrompue de Suzanne de La Vaissière
- 1956 : Luciole chez les pirates d'Henriette Robitaillie

### Autres illustrations
- 1920 : Les Fêtes en Europe au XVIIIe siècle (Éd. du Soleil)
- 1929 : Les Plaisirs et les fêtes en Orient et dans l'Antiquité d'Émile et Maurice Magre
- 1929 : Le Spleen de Paris de Charles Baudelaire
- 1928 : L'Art d'aimer d'Ovide  (Éd. Nilsson)
- 1929 : Priscilla d'Alexandrie de Maurice Magre (Éd. Martin Dupuis)
- 1930 : La Princesse de Clèves de Madame de Lafayette (Éd. Nilsson)
- 1930 : La Fée aux miettes de Charles Nodier
- 1937 : Les Voyages de Gulliver de Jonathan Swift
- 1947 : Les 10 Chaperons rouges de Colette Nast (Éditions sociales, coll. « Farandole »)
- 1951 : Contes et légendes du Maroc de C. Quinel C. et A. de Montgon
- 1953 : On demande une maman de Colin Shepherd (Éd. Bourrelier, coll. « Marjolaine »)
- 1997 : Histoire du petit Mouck de Louis-Ferdinand Céline
- . . . .  : Robinson Crusoé dans son île de Daniel Defoe (Société universitaire d'éditions et de libraire)